# Ludovico Brognolo
Ludovico Brognolo (Mantova, ... – 1511 circa) è stato un diplomatico italiano, attivo presso la corte dei Gonzaga di Mantova ed esponente dei Brognolo.

## Biografia
Figlio di Giorgio Brognolo e nipote di Fioramonte, diplomatici al servizio dei Gonzaga, nacque a Mantova nella seconda metà del XV secolo. Fu, per breve tempo, al servizio del marchese Federico I Gonzaga e quindi di Francesco II Gonzaga, che nel 1498 che lo utilizzò assieme al padre per garantire al signore una condotta militare presso Ludovico il Moro. Nel frattempo, alla fine dello stesso anno, Ludovico ricevette l'incarico di ambasciatore dei Gonzaga presso la corte sforzesca di Milano. Gli accordi però saltarono a causa dell'alleanza del 1499 tra la Francia e la Serenissima contro Milano. 
Alla fine del 1502 venne incaricato da Isabella d'Este di trattare una cauzione di 25.000 ducati per il possibile matrimonio tra la figlia del Valentino Luisa Borgia e il figlio della marchesa di Mantova Federico II, matrimonio che non venne celebrato a causa della morte di papa Alessandro VI il 18 agosto 1503.
Nel 1505 fu inviato a Roma da papa Giulio II per trattare la concessione del titolo di cardinale a Sigismondo Gonzaga, avvenuta il 1º dicembre dello stesso anno. 
Nel 1509 ebbe l'incarico più delicato della sua carriera diplomatica: fu inviato nuovamente a Roma per trattare col papa la liberazione del marchese Francesco II, caduto in mano dei Veneziani. Francesco venne liberato dopo un anno di prigionia, grazie all'intervento della moglie Isabella, di fra' Anselmo da Bologna e di papa Giulio II, ma dovette consegnare come pegno di fedeltà il piccolo figlio Federico, che soggiornò così presso la corte papale. Brognolo fece da mediatore tra il papa e Isabella d'Este per impedire che il liberato marito guidasse l'esercito del papa contro Ferrara, governata dal fratello Alfonso I d'Este.
Partecipò assieme a Giulio II al suo vittorioso assedio di Mirandola del gennaio 1511.